# Lista över fornlämningar i Gotlands kommun (Öja)
Lista över fornlämningar i Gotlands kommun (Öja) är en förteckning av ett urval av de fornlämningar som finns i Öja i Gotlands kommun.
| Namn                      | Lämningstyp                      | Tillkomsttid | Historisk indelning | Plats | Läge                 | ID-nr          | Bild                                      |
| ------------------------- | -------------------------------- | ------------ | ------------------- | ----- | -------------------- | -------------- | ----------------------------------------- |
| Öja 1:1                   | Hällristning                     |              | Öja, Gotland        |       | 57.039712, 18.286148 | 11100000001460 | Ladda upp en bild av detta fornminne      |
| Öja 1:2                   | Minnesmärke                      |              | Öja, Gotland        |       | 57.039752, 18.286191 | 10098200010002 | Ladda upp en bild av detta fornminne      |
| Öja 1:3                   | Hällristning                     |              | Öja, Gotland        |       | 57.039792, 18.286200 | 11100000001461 | Ladda upp en bild av detta fornminne      |
| Öja 1:4                   | Hällristning                     |              | Öja, Gotland        |       | 57.039835, 18.286230 | 11100000001462 | Ladda upp en bild av detta fornminne      |
| Öja 2:1                   | Gravfält                         |              | Öja, Gotland        |       | 57.034231, 18.277808 | 10098200020001 | Ladda upp en bild av detta fornminne      |
| Öja 2:2                   | Hällristning                     |              | Öja, Gotland        |       | 57.034323, 18.277859 | 11100000001463 | Ladda upp en bild av detta fornminne      |
| Öja 3:1                   | Hällristning                     |              | Öja, Gotland        |       | 57.035375, 18.276171 | 11100000001464 | Ladda upp en bild av detta fornminne      |
| Öja 4:1                   | Hällristning                     |              | Öja, Gotland        |       | 57.033172, 18.273508 | 11100000001465 | Ladda upp en bild av detta fornminne      |
| Öja 5:1                   | Hällristning                     |              | Öja, Gotland        |       | 57.020842, 18.242595 | 11100000001466 | Ladda upp en bild av detta fornminne      |
| Öja 6:1                   | Borg                             |              | Öja, Gotland        |       | 57.036733, 18.301529 | 10098200060001 | Ladda upp en till bild av detta fornminne |
| Öja 7:1                   | Husgrund, förhistorisk/medeltida |              | Öja, Gotland        |       | 57.036047, 18.300604 | 10098200070001 | Ladda upp en bild av detta fornminne      |
| Öja 7:2                   | Hällristning                     |              | Öja, Gotland        |       | 57.036047, 18.300604 | 11100000001467 | Ladda upp en bild av detta fornminne      |
| Öja 7:3                   | Hällristning                     |              | Öja, Gotland        |       | 57.036047, 18.300604 | 11100000001468 | Ladda upp en bild av detta fornminne      |
| Öja 8:1                   | Husgrund, förhistorisk/medeltida |              | Öja, Gotland        |       | 57.038413, 18.300724 | 10098200080001 | Ladda upp en bild av detta fornminne      |
| Öja 9:1                   | Hällristning                     |              | Öja, Gotland        |       | 57.032030, 18.328586 | 11100000001469 | Ladda upp en bild av detta fornminne      |
| Öja 9:2                   | Hällristning                     |              | Öja, Gotland        |       | 57.032104, 18.328621 | 11100000001470 | Ladda upp en bild av detta fornminne      |
| Öja 9:3                   | Hällristning                     |              | Öja, Gotland        |       | 57.032099, 18.328535 | 11100000001471 | Ladda upp en bild av detta fornminne      |
| Öja 11:1                  | Stensättning                     |              | Öja, Gotland        |       | 57.042784, 18.316709 | 10098200110001 | Ladda upp en bild av detta fornminne      |
| Öja 11:2                  | Stensättning                     |              | Öja, Gotland        |       | 57.042901, 18.316840 | 10098200110002 | Ladda upp en bild av detta fornminne      |
| Öja 12:1                  | Gravfält                         |              | Öja, Gotland        |       | 57.041495, 18.315864 | 10098200120001 | Ladda upp en bild av detta fornminne      |
| Gudåkers backe (Öja 16:1) | Gravfält                         |              | Öja, Gotland        |       | 56.995941, 18.302155 | 10098200160001 | Ladda upp en bild av detta fornminne      |
| Öja 17:1                  | Gravfält                         |              | Öja, Gotland        |       | 56.995185, 18.308602 | 10098200170001 | Ladda upp en bild av detta fornminne      |
| Öja 19:1                  | Borg                             |              | Öja, Gotland        |       | 57.003141, 18.311443 | 10098200190001 | Ladda upp en bild av detta fornminne      |
| Öja 27:1                  | Hällristning                     |              | Öja, Gotland        |       | 57.018387, 18.241657 | 11100000001472 | Ladda upp en bild av detta fornminne      |
| Öja 32:1                  | Runristning                      |              | Öja, Gotland        |       | 57.035104, 18.300153 | 10098200320001 | Ladda upp en bild av detta fornminne      |
| Öja 32:2                  | Runristning                      |              | Öja, Gotland        |       | 57.035097, 18.300514 | 10098200320002 | Ladda upp en bild av detta fornminne      |
| Öja 33:1                  | Runristning                      |              | Öja, Gotland        |       | 57.035706, 18.300658 | 10098200330001 | Ladda upp en bild av detta fornminne      |
| Öja 35:1                  | Hällristning                     |              | Öja, Gotland        |       | 57.048052, 18.339573 | 11100000001473 | Ladda upp en bild av detta fornminne      |
| Öja 35:2                  | Hällristning                     |              | Öja, Gotland        |       | 57.048271, 18.339465 | 11100000001474 | Ladda upp en bild av detta fornminne      |
| Öja 36:1                  | Stensättning                     |              | Öja, Gotland        |       | 57.045381, 18.340518 | 10098200360001 | Ladda upp en bild av detta fornminne      |
| Öja 37:1                  | Hällristning                     |              | Öja, Gotland        |       | 57.036139, 18.329564 | 11100000001475 | Ladda upp en bild av detta fornminne      |
| Öja 38:1                  | Hällristning                     |              | Öja, Gotland        |       | 57.035342, 18.328957 | 11100000001476 | Ladda upp en bild av detta fornminne      |
| Öja 40:1                  | Hällristning                     |              | Öja, Gotland        |       | 57.032735, 18.326018 | 11100000001477 | Ladda upp en bild av detta fornminne      |
| Öja 40:2                  | Hällristning                     |              | Öja, Gotland        |       | 57.032528, 18.326774 | 11100000001478 | Ladda upp en bild av detta fornminne      |
| Öja 41:1                  | Hällristning                     |              | Öja, Gotland        |       | 57.032644, 18.277501 | 11100000001479 | Ladda upp en bild av detta fornminne      |
| Öja 41:2                  | Hällristning                     |              | Öja, Gotland        |       | 57.032644, 18.277501 | 11100000001480 | Ladda upp en bild av detta fornminne      |
| Öja 45:1                  | Hällristning                     |              | Öja, Gotland        |       | 57.004738, 18.326784 | 11100000001481 | Ladda upp en bild av detta fornminne      |
| Öja 48:1                  | Hällristning                     |              | Öja, Gotland        |       | 56.997513, 18.361003 | 11100000001483 | Ladda upp en bild av detta fornminne      |
| Öja 49:1                  | Hällristning                     |              | Öja, Gotland        |       | 56.994313, 18.340799 | 11100000001484 | Ladda upp en bild av detta fornminne      |
| Öja 50:1                  | Hällristning                     |              | Öja, Gotland        |       | 56.994827, 18.340051 | 11100000001485 | Ladda upp en bild av detta fornminne      |
| Öja 51:1                  | Hällristning                     |              | Öja, Gotland        |       | 57.037538, 18.326769 | 11100000001486 | Ladda upp en bild av detta fornminne      |
| Öja 52:1                  | Hällristning                     |              | Öja, Gotland        |       | 57.037063, 18.326494 | 11100000001487 | Ladda upp en bild av detta fornminne      |
| Öja 53:1                  | Hällristning                     |              | Öja, Gotland        |       | 57.002225, 18.376633 | 11100000001488 | Ladda upp en bild av detta fornminne      |
| Öja 55:1                  | Hällristning                     |              | Öja, Gotland        |       | 56.998575, 18.380291 | 11100000001489 | Ladda upp en bild av detta fornminne      |
| Öja 58:1                  | Hällristning                     |              | Öja, Gotland        |       | 56.996705, 18.364223 | 11100000001490 | Ladda upp en bild av detta fornminne      |
| Öja 58:2                  | Hällristning                     |              | Öja, Gotland        |       | 56.996768, 18.364237 | 11100000001491 | Ladda upp en bild av detta fornminne      |
| Öja 58:3                  | Hällristning                     |              | Öja, Gotland        |       | 56.996742, 18.364233 | 11100000001492 | Ladda upp en bild av detta fornminne      |
| Öja 58:4                  | Hällristning                     |              | Öja, Gotland        |       | 56.996848, 18.364239 | 11100000001493 | Ladda upp en bild av detta fornminne      |
| Öja 58:5                  | Hällristning                     |              | Öja, Gotland        |       | 56.997129, 18.364248 | 11100000001494 | Ladda upp en bild av detta fornminne      |
| Öja 58:6                  | Hällristning                     |              | Öja, Gotland        |       | 56.996680, 18.364219 | 11100000001495 | Ladda upp en bild av detta fornminne      |
| Öja 58:7                  | Hällristning                     |              | Öja, Gotland        |       | 56.997397, 18.364219 | 11100000001496 | Ladda upp en bild av detta fornminne      |
| Öja 60:1                  | Hällristning                     |              | Öja, Gotland        |       | 57.012532, 18.333621 | 11100000001497 | Ladda upp en bild av detta fornminne      |
| Öja 66:1                  | Hällristning                     |              | Öja, Gotland        |       | 57.018833, 18.241832 | 11100000001498 | Ladda upp en bild av detta fornminne      |
| Öja 66:2                  | Hällristning                     |              | Öja, Gotland        |       | 57.019045, 18.241430 | 11100000001499 | Ladda upp en bild av detta fornminne      |
| Öja 72:1                  | Gravfält                         |              | Öja, Gotland        |       | 56.997573, 18.312549 | 10098200720001 | Ladda upp en bild av detta fornminne      |
| Öja 74:1                  | Hällristning                     |              | Öja, Gotland        |       | 57.027896, 18.227023 | 11100000001500 | Ladda upp en bild av detta fornminne      |
| Öja 74:2                  | Hällristning                     |              | Öja, Gotland        |       | 57.027880, 18.226855 | 11100000001501 | Ladda upp en bild av detta fornminne      |
| Öja 74:3                  | Hällristning                     |              | Öja, Gotland        |       | 57.027855, 18.226686 | 11100000001502 | Ladda upp en bild av detta fornminne      |
| Öja 74:4                  | Hällristning                     |              | Öja, Gotland        |       | 57.027638, 18.227738 | 11100000001503 | Ladda upp en bild av detta fornminne      |
| Öja 74:5                  | Hällristning                     |              | Öja, Gotland        |       | 57.027553, 18.227855 | 11100000001504 | Ladda upp en bild av detta fornminne      |
| Öja 74:7                  | Hällristning                     |              | Öja, Gotland        |       | 57.027399, 18.227617 | 11100000001506 | Ladda upp en bild av detta fornminne      |
| Öja 75:1                  | Hällristning                     |              | Öja, Gotland        |       | 57.016496, 18.238351 | 11100000001507 | Ladda upp en bild av detta fornminne      |
| Öja 87:1                  | Hällristning                     |              | Öja, Gotland        |       | 57.033238, 18.246530 | 11100000001509 | Ladda upp en bild av detta fornminne      |
| Vamlingbo 30:1            | Gravfält                         |              | Öja, Gotland        |       | 57.000326, 18.236264 | 10097400300001 | Ladda upp en bild av detta fornminne      |
| Vamlingbo 39:2            | Husgrund, förhistorisk/medeltida |              | Öja, Gotland        |       | 57.000257, 18.238418 | 10097400390002 | Ladda upp en bild av detta fornminne      |
| Vamlingbo 40:1            | Husgrund, förhistorisk/medeltida |              | Öja, Gotland        |       | 56.999936, 18.237696 | 10097400400001 | Ladda upp en bild av detta fornminne      |